# U.S. Route 95
L'U.S. Route 95 è una highway (strada a carattere nazionale) statunitense. Fu aperta nel 1926. Collega Eastport (Idaho) a San Luis (Arizona) attraverso gli stati Arizona, California, Nevada, Oregon e Idaho. La distanza complessiva è di 2533 km (1 574 miglia). Il capolinea settentrionale della 95 si trova a Eastport, Idaho, che si collega al confine canadese, passando alla British Columbia Highway 95. Il capolinea meridionale della 95 si trova a San Luis, in Arizona, che si collega al confine messicano. La Route 95 è una delle pochissime autostrade che si collega rispettivamente al confine messicano e canadese.

## Descrizione

### Idaho
Nello stato dell'Idaho, la 95 corre per circa 538 miglia in tutto lo stato, dove il capolinea settentrionale è collegato al confine canadese presso l'insediamento senza personalità giuridica di Eastport. La maggior parte della lunghezza dell'autostrada corre da nord a sud nella parte occidentale dello stato. L'autostrada serve un totale di 12 contee e lo scenario per attraversarla è caratterizzato principalmente da praterie, montagne, foreste e alcune città.